# Bundes-Schariagericht
Das Bundes-Schariagericht (Urdu وفاقی شرعی عدالت پاکستان, englisch Federal Shariat Court, FSC) von Pakistan entscheidet darüber, ob die Gesetze des Landes mit dem islamischen Recht konform sind. Außerdem fungiert es als Rechtsmittelgericht bei Hadood-Straftaten. Es besteht aus acht muslimischen Richtern, die nach Beratungen mit dem Oberrichter vom pakistanischen Präsidenten ernannt werden, zumeist ehemalige Richter des Obersten Gerichtshofs. Von den acht Richtern müssen drei Ulema (Religionsgelehrte) sein. Rechtsmittel gegen Entscheidungen des Gerichts gehen an die Scharia-Spruchbank des Obersten Gerichtshofs.
Seit seiner Errichtung 1980 durch den Militärdiktator Zia ul-Haq wird das Bundes-Schariagericht international kritisiert und ist in der pakistanischen Gesellschaft Thema von Kontroversen. Es wurde als Islamisierungsmaßnahme vom Militärregime errichtet und sofort vom 8. Verfassungszusatz geschützt; die Gegner des Gerichts bezweifeln das Grundprinzip und den Nutzen dieses Gerichts. Die Zusammensetzung des Gerichts, vor allem wie die Richter ernannt werden sowie die Unsicherheit ihrer Amtszeiten ist im aus dem britischen Kolonialsystem stammenden pakistanischen Rechtssystem beispiellos. Es wird kritisiert, dass das Schariagericht nicht die Kriterien, die für eine Unabhängigkeit der Justiz vorgeschrieben sind, erfüllt. Zudem ist das Gericht nicht immun gegen Druck und Einfluss von der Exekutive. Kritik gibt es aber auch von Seiten der Islamisten, denen das Gericht bisweilen nicht weit genug geht. So urteilte es beispielsweise im Jahr 1983, dass Frauen zu Richtern ernannt werden können.
1982 erhielt das Gericht die Befugnis, auch „suo motu“, also von Amts wegen, Gesetze auf ihre Vereinbarkeit mit der Scharia zu überprüfen. Von den 512 bis 1986 überprüften Bundesgesetzen wurden 55 beanstandet. Ausgenommen von der Prüfungskompetenz des Gerichts sind die Verfassung, das muslimische Personen-, also Familien- und Erbrecht (nur das einer bestimmten Rechtsschule) sowie das Prozessrecht.